# بيتر بروكس (دراج)
بيتر بروكس (بالإنجليزية: Peter Brooks)‏ هو دراج أسترالي، ولد في 28 يونيو 1970 في سيدني في أستراليا.